# Bramalea
Bramalea é um bairro na cidade de Brampton, em Ontário no Canadá. Bramalea foi criada como uma "nova cidade" inovadora e desenvolvida como uma comunidade separada da cidade. Localizada no antigo município de Chinguacousy, foi a primeira comunidade satélite do Canadá desenvolvida por uma das maiores incorporadoras imobiliárias do país, a Bramalea Consolidated Developments (mais tarde a Bramalea Limited), anteriormente conhecida como Brampton Leasing.